# Brügger Meister von 1499

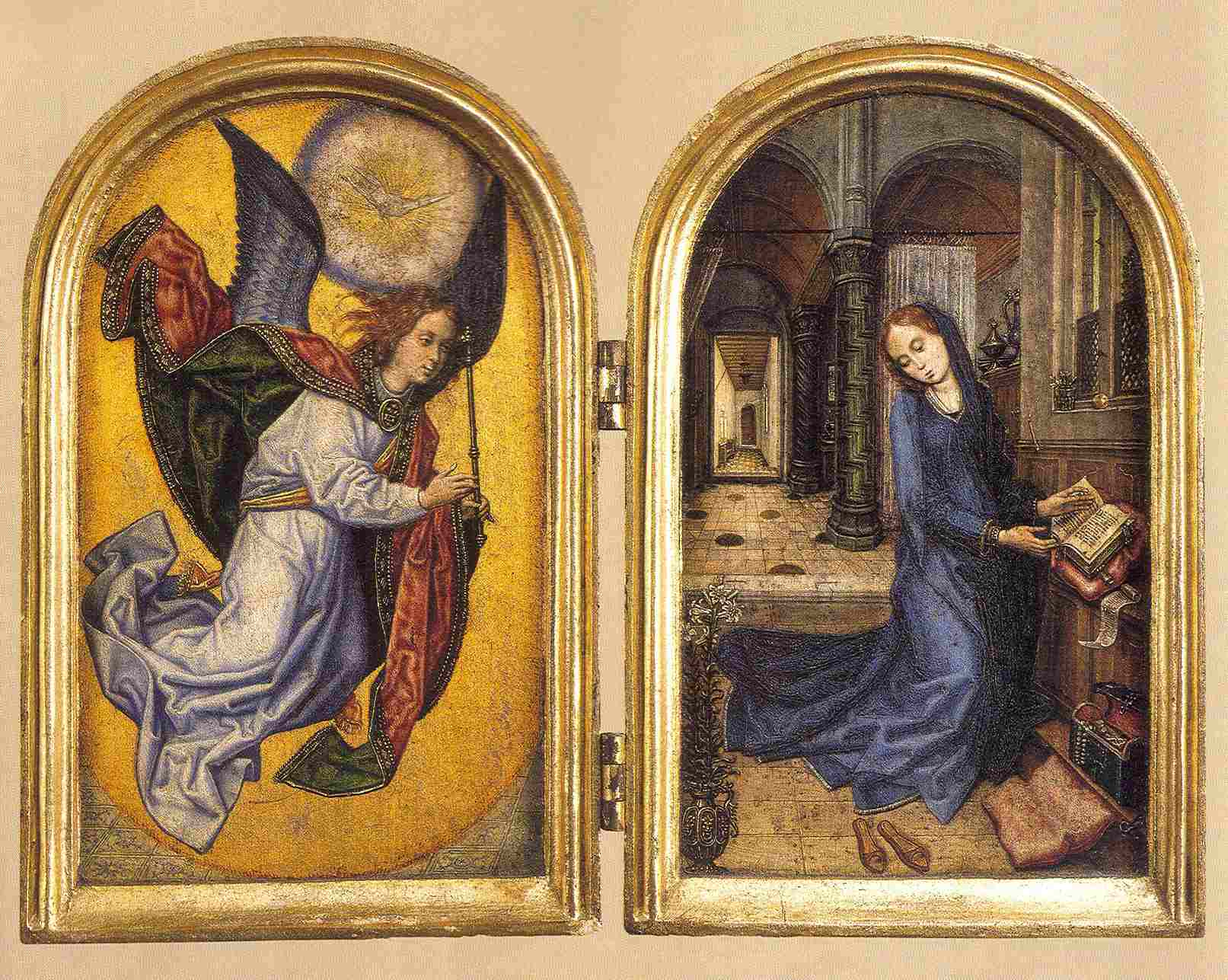
Meister von 1499: Verkündigung (Gabriel und die Jungfrau Maria)

Der Brügger Meister von 1499, auch Meister von 1499 oder Pseudo-Perréal, war ein heute namentlich nicht mehr bekannter Maler der altniederländischen Schule, der an der Wende des 15. zum 16. Jahrhundert vermutlich im Raum Brügge-Gent tätig war. Er erhielt seinen Notnamen nach der Jahreszahl 1499, die auf einem Flügel eines seiner Werke zu finden ist.

## Lebensdaten
Über die Herkunft und Ausbildung des Brügger Meisters von 1499 ist nichts bekannt. Nach Paul Eeckhout könnte er etwa zwischen 1440 und 1450 geboren worden sein.

## Stil
Stilistisch steht der Brügger Meister von 1499 in der Nachfolge des Malers Hugo van der Goes, weist aber in einigen Werken auch eine stilistische Verwandtschaft zu den Arbeiten von Jean Perréal auf, weshalb er in einigen älteren Publikationen auch als Pseudo-Perréal bezeichnet wird.

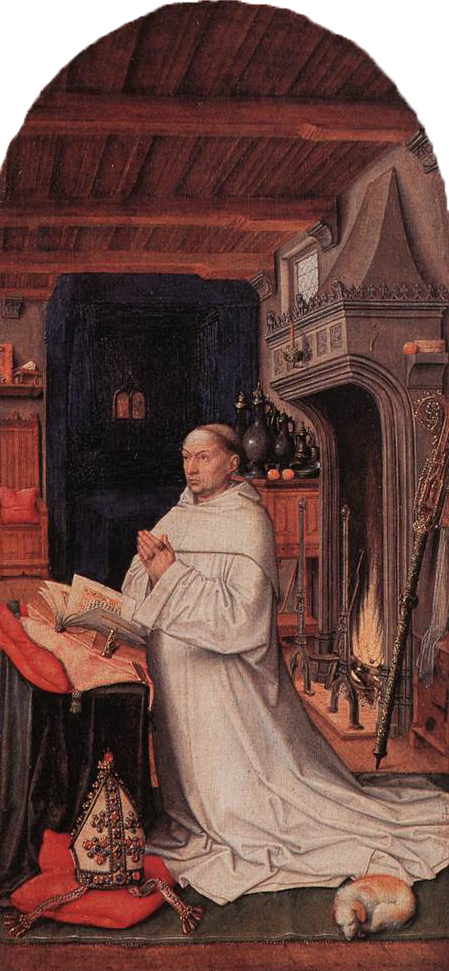
Meister von 1499: Stifterportrait des Abtes Christiaan de Hondt

## Das Diptychon von 1499
Seinen heute überwiegend gebräuchlichen Notnamen erhielt der Brügger Meister von 1499  nach einem 1499 datierten Diptychon, welches er im Auftrag von Christiaan de Hondt, dem Abt des Zisterzienserklosters Ter Duijnen bei Brügge ausführte. Es befindet sich heute im Koninklijk Museum voor Schone Kunsten in Antwerpen (Inv.-Nr.: 255 und 256). Für den linken Flügel fertigte er eine sehr genaue Kopie des Bildes Madonna in der Kirche von Jan van Eyck an, welches sich heute in der Berliner Gemäldegalerie (Inv.-Nr.: 678) befindet. Der rechte Flügel zeigt den knienden Stifter Christiaan de Hondt. Die etwa zwanzig Jahre später bemalten Außenflügel mit dem Stifterbildnis des Robert de Clercq und Christus als Salvator Mundi (Inv.-Nr.: 530 und 531) sind Arbeiten eines bisher unbekannten anderen Malers.

## Weitere Werke
Aus stilistischen Gründen weist man dem bisher namentlich nicht bekannten Maler heute noch eine Reihe von weiteren Werken zu.
- Ein Triptychon mit der Darstellung der Krönung Mariae – heute im Besitz der Royal Collection in Hampton Court – ist wohl etwas früher entstanden als das Antwerpener Diptychon.[1]
- Ein in der Berliner Gemäldegalerie aufbewahrtes Diptychon mit der Darstellung der Verkündigung Mariae (Inv.-Nr.: 548) gilt allgemein als Kopie eines späten, heute verlorenen Werkes von Hugo van der Goes[2][5] und wird, wie die meisten anderen Bilder des Künstlers, später als das bisher einzig bekannte datierte Werk angesetzt.[1]

Ausgehend vom Berliner Diptychon konnten dem Maler in der Folgezeit auch noch einige andere Werke zugewiesen werden:
- Eine Heilige Familie mit einem Engel im Koninklijk Museum voor Schone Kunsten in Antwerpen (Inv.-Nr.: 558),
- Eine Thronende Maria mit dem Kinde und vier weiblichen Heiligen im Virginia Museum of Fine Arts in Richmond (Inv.-Nr.: 57-39) und
- Eine Thronende Maria mit dem Kinde und einem Stifterehepaar im Musée national du Louvre in Paris (Inv.-Nr.: RF 2370).

## Pseudo-Perréal
Besonders bei der um das Berliner Diptychon versammelten Gruppe glaubten Max J. Friedländer und Friedrich Winkler stilistische Anklänge an Jean Perréal zu erkennen, weshalb sie für den Brügger Meister von 1499 den heute nicht mehr gebräuchlichen Notnamen Pseudo-Perréal erfanden.

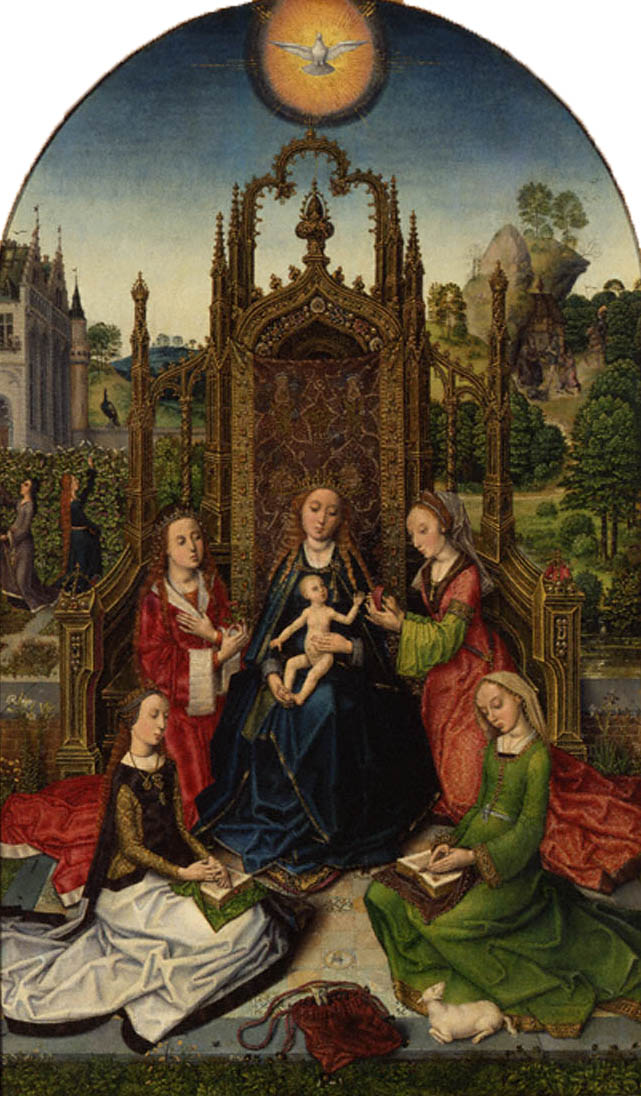
Meister von 1499: Virgo inter virgines (Thronende Maria mit dem Kinde und vier weiblichen Heiligen)

## Maler des Segnenden Christus im Profil und neuere Zuschreibungen
Darüber hinaus gilt der (Brügger) Meister von 1499 als der Maler einer Darstellung des Segnenden Christus im Profil, welche wohl auf ein verschollenes Bild von Jan van Eyck zurückgeht, von dem sich mehrere Kopien erhalten haben. Von diesen wiederum gilt das allseitig stark beschnittene Bild in der Berliner Gemäldegalerie (Inv.-Nr.: 528 A) als wahrscheinlich eigenhändige Arbeit des Brügger Meisters von 1499, während die anderen Exemplare einem Nachfolger oder Werkstattmitarbeitern zugeordnet werden.
Zu den neueren Zuschreibungen an den namentlich nicht bekannten Maler zählen außerdem ein ehemals dem Meister der Magdalenenlegende zugewiesenes Diptychon mit einer Darstellung der Thronenden Maria mit dem Kinde und zwei Engeln auf dem linken und einem Stifterbildnis der Margaretha van Oostenrijk auf dem rechten Flügel in Gent, Museum voor Schone Kunsten (Inv.-Nr.: 1973-A) und ein Heiliger Christophorus in Bourg-en-Bresse, Musée de Brou.

## Kunstgeschichtliche Bedeutung
Obwohl der Meister von 1499 kein größeres und eigenständiges Werk geschaffen hat, können durch das Studium seiner Bilder und ihres Stils Hinweise auf die Entwicklung der Malerei seiner Zeit gewonnen werden, einer Zeit, in der in Flandern kleinformatige Bilder und kleinere zweiteilige Altäre wie das Diptychon von 1499 für die private Andacht entstanden, im Rahmen einer Devotio moderna, dieser dort populären neuen Form der Religiosität und Andacht.